# Alfred Toepfer Stiftung F.V.S.
A Alfred Toepfer Stiftung F.V.S. è uma fundação alemã instituida em 1931 pelo mercador e importante homem de negócios de Hamburgo. Alfred Toepfer (1984 Altona, Hamburgo – †1993 Hamburgo). Tem como finalidade a unificação europeia no âmbito da tutela das diversidades culturais e da recíproca compreensão entre os povos do continente.
O rico magnata industrial Alfred Toepfer é considerado pela crítica historiografica contemporânea um personagem controverso por diversos aspectos. Filantropo e amante da arte, teve entretanto um papel significativo e importante no ambiente cultural, político e econômico na Alemanna Nacional Socialista dos anos 1930 até o fim da segunda guerra mundial. A atividade da Stiftung F.V.S. no período entre as duas guerras mundiais, muito bem documentada e caracterizada pelo maciço trabalho de promoção cultural, dos valores de comunhão ética e parentela de identidade, claramente simbióticos com a ideologia nazista, foi todavia drasticamente e categoricamente renegada pelo seu fundador Toepfer desde os primeiros anos do pós-guerra.
A significativa renuncia ao proprio passado político e ideológico, confirmada por uma decidida tomada de posição europeista, è amplamente reconhecida pela crítica atual, na vasta e importante gama de premios instituidos pela fundação Stiftung F.V.S. (ao qual, somente em 1994, foi incluso o nome do fundador, em ocasião do centenário do seu nascimento).
A fundação coopera com as principais universidades alemãs e com numerosas e renomadas associações culturais. A Medalha de Ouro Heinrich Tessenow (Heinrich Tessenow Medaille) é um prestigioso premio de arquitetura criado pela Alfred Toepfer Stiftung F.V.S. em 1963 em memoria do arquiteto de Hamburgo Heinrich Tessenow, e assinalado anualmente pela co-associada Heinrich Tessenow Gesellschaft e V. Entre os premiados sobressaem os nomes de Giorgio Grassi (1992), Massimo Carmassi (1993), Juan Navarro Baldeweg (1998), David Chiperfield (1999), Eduardo Souto de Moura (2001) além dos vencedores do Prémio Pritzker Sverre Fehn (1997) e Peter Zumthor (1989).